# Хомберг, Манфред
Ма́нфред Хо́мберг (нем. Manfred Homberg; 15 июля 1933, Дюссельдорф — 12 августа 2010, там же) — немецкий боксёр наилегчайшей весовой категории, выступал за сборную Германии в 1950-х годах. Двукратный чемпион Европы, трижды чемпион национального первенства, участник летних Олимпийских игр в Риме и многих международных турниров.

## Биография
Манфред Хомберг родился 15 июля 1933 года в Дюссельдорфе. Активно заниматься боксом начал в раннем детстве, хотя на юниорском уровне долгое время не мог себя проявить и на международной арене дебютировал лишь в 1952 году, приняв участие в матчевой встрече со сборной США. Год спустя занял второе место на взрослом первенстве ФРГ, но затем получил серьёзную травму и вынужден был пропустить почти целый сезон. В 1955 году вновь пытался стать чемпионом национального первенства, но в финале встретился в серебряным призёром Олимпийских игр Эдгаром Базелем и вновь остался на втором месте.
В 1957 году Хомберг съездил на чемпионат Европы в Прагу, где одолел всех своих соперников в программе наилегчайшего веса и завоевал золотую медаль. Через год он всё-таки выиграл национальное первенство ФРГ, а ещё через год защитил своё чемпионское звание. На чемпионате Европы 1959 года повторил успех двухлетней давности, на соревнованиях в Люцерне пополнил медальную коллекцию ещё одной золотой наградой. Благодаря череде удачных выступлений удостоился права защищать честь страны на летних Олимпийских играх 1960 года в Риме — сумел дойти здесь до стадии четвертьфиналов, после чего единогласным решением судей проиграл советскому боксёру Сергею Сивко.
Вернувшись с Олимпиады, Хомберг ещё в течение некоторого времени оставался в основном составе национальной сборной, принимая участие в различных турнирах и матчевых встречах. В 1961 году он поднялся в легчайший вес и стал чемпионом ФРГ в этой новой для себя весовой категории. Одно время он планировал перейти в профессионалы, но потом передумал и вплоть до 1963 года продолжал боксировать в любителях.
Умер 12 августа 2010 года в своём родном Дюссельдорфе.